# 台北市豫剧改进会
台北市豫剧改进会成立于20世纪60年代，由台湾河南籍人士张鸿烈、宋英仇、张金鉴、段剑岷、于镇州、刘锡五等人筹建。選舉熱心于豫剧發展的杨蔚屏先生担任会长。1975年邀请豫剧名伶毛兰花、张岫云等人加入。1984年改由于萍接任理事长，张天佑担任总干事，并招募到李美丽、乔正杰、傅瑞云、李美珍、徐贵英、宋小花、李邦安等演员，在购置到戏曲演出所用的衣箱行头后，正式开展了豫剧实验演出工作。